# چن یان (شناگر، زاده ۱۹۸۱)
چن یان (به انگلیسی: Chen Yan) (زادهٔ ۲۷ مارس ۱۹۸۱) شناگر اهل چین است.